# 嘉門洋子
嘉門 洋子（かもん ようこ、本名同じ、1980年3月6日 - ）は、日本の女優、元タレント、元グラビアアイドル。
所属事務所は、ABCプロモーション→infini（アンフィニー）→レジェンドピクチャーズ→オフィス27→ティー・アーティスト→バイ・ザ・ウェイ。

## 人物
- 石川県金沢市出身。金沢大学附属小学校、金沢大学教育学部附属中学校、日出女子学園高等学校中退。幼稚園経営者の孫娘として教育を受け、幼少から日本舞踊を習った。良家ではあるがその内情は病身の父親と母親が不仲だったなど複雑な家庭に育ち、離婚した両親や[4]幼稚園を継いだ姉とは確執があり、絶縁状態にあることも明かしている[5]。
- 1996年にグラビアアイドルとしてデビュー。翌1997年度のフジテレビビジュアルクイーンに藤崎奈々子、吹石一恵、柳明日香らと共に選ばれる。
- グラビアアイドル時代は豊満な体型を売りにしていた。また、2000年代前半にはおへそにピアスを開けた。
- 2001年、著書「月刊・嘉門洋子」で、2000年のスキャンダル報道について、心のうちを告白した。その後、本格的に女優業に移行。主にVシネマで活躍。
- 2011年2月、初のヘアヌード写真集「写真集 嘉門洋子」を発売。
- 2013年9月10日発売のアサヒ芸能にて小説家としてデビューを果たす[6]。同年11月2日、AVに当たるDVD「出逢い」をMUTEKIレーベルよりリリースした[注 1]。
- 様々な噂の事実関係を話しバイ・ザ・ウェイに所属[4]。2020年にNHK大河ドラマ出演を果たす[4]。
- 2022年春に、坂上忍の動物保護ハウスのメンバーになる[7]。

## 出演

### テレビドラマ
- 聖龍伝説（1996年10月 - 12月、日本テレビ系）
- ギフト 第1話（1997年4月、フジテレビ系） - 女子高生 役
- shin-D 救急治療室の前（1998年3月、日本テレビ系）
- サイバー美少女テロメア（1998年4月 - 6月、テレビ朝日系） - 橘レナ 役
- 少年サスペンス 第7話「恐怖のラフティング」（1998年7月 - 8月、テレビ朝日系）
- なっちゃん家 第8話「なっちゃん家の壁の穴」（1998年11月、テレビ朝日系）
- 金曜エンタテイメント おだまりコンビ・芸能界殺しのパズル（1999年6月、フジテレビ系） - 中田千秋 役
- パーフェクトラブ! 第7話 - 第9話（1999年8月、フジテレビ系） - レイナ 役
- 青い鳥症候群 第3・5話（1999年10月・11月、テレビ朝日系）
- ただいま満室 第5話（2000年11月、テレビ朝日系）
- 新宿暴走救急隊 第9話（2000年12月、日本テレビ系） - 小野舞子 役
- カバチタレ! 第5・8話（2001年2月・3月、フジテレビ系）
- ルーキー! 第4話（2001年5月、関西テレビ/フジテレビ系） - 真理 役
- 新・夜逃げ屋本舗（2003年4月 - 6月、日本テレビ系） - 橘さやか 役
- 特命係長 只野仁1stシーズン 第8話「盗撮事件」（2003年8月、テレビ朝日系）- 稲垣めぐみ 役
- 水戸黄門32部 第5話「記憶を消した若き妻・木曽」（2003年8月、TBS系） - 蛍 役
- ダムド・ファイルシーズンII 第3話「file No.0015 旅館 加茂郡」（2004年1月、名古屋テレビ）
- 霊感バスガイド事件簿（2004年4月 - 6月、テレビ朝日系） - 宮下紀子 役
- ああ探偵事務所 第6話「復讐劇! 血に染まる舞台」（2004年8月、テレビ朝日系） - 我孫子香織 役
- 水曜ミステリー9 警察署長・たそがれ正治郎シリーズ1 - 4（2005年 - 2007年、BSジャパン/テレビ東京系） - 北村加奈子 役
- 月曜ミステリー劇場 十津川警部シリーズ35・金沢加賀殺意の旅（2005年7月、TBS系） - 里見まゆ 役
- 愛の劇場 すてきにコモン! （2006年3月 - 5月、TBS系 2006年） - 岡崎すみれ 役
- 7人の女弁護士 第2話「銀座No.1ホステス殺人事件」（2006年4月、テレビ朝日系） - エミ（島津貴子） 役
- 麗わしき鬼 第39話-第45話（2007年4月 - 6月、東海テレビ/フジテレビ） - 池澤留美 役
- 金曜プレステージ 浅見光彦シリーズ47・平城山を越えた女（2013年5月10日、フジテレビ系） - 保坂清子 役
- 相棒 season12　第16話「聞きすぎた男」（2014年2月19日、テレビ朝日系） - 鍵谷里枝 役
- 慰謝料弁護士〜あなたの涙、お金に変えましょう〜 第9話（2014年3月6日、讀賣テレビ/日本テレビ系） - 平野知美 役
- おみやさん（2016年） - 緑川雪乃 役
- そして誰もいなくなった（2017年） - 黒丸みゆき 役
- ドラマスペシャル 松本清張「鬼畜」（2017年12月24日、テレビ朝日） - 里子 役
- 土曜ワイド劇場（テレビ朝日）
  - タクシードライバーの推理日誌19（2004年10月、テレビ朝日系） - 原田比呂美 役
  - 西村京太郎トラベルミステリー45・超豪華寝台特急トワイライトエクスプレス殺人事件（2006年1月7日）- はるみ 役
  - フリー女子アナの殺人リポート2・天才女流作家謎の沈黙（2006年2月18日） - 真島ヒカル 役
  - おかしな刑事3・美人モデル殺人（2006年6月24日） - 竹中伸江 役
  - タクシードライバーの推理日誌34（2013年12月7日） - 里田由美 役
- 麒麟がくる（2020年、NHK大河ドラマ）
- ひきこもり先生（2021年6月、NHK） - 第1話ゲスト 堀田美紀 役
- 真犯人フラグ 第12話（2022年1月16日、日本テレビ） - 母親 役
- 家出娘（2022年3月22日、NHK）-青果店の店主 役

### バラエティ・情報番組
- BiKiNi（1996年10月 - 1999年3月、テレビ東京系)
- グラビアの美少女（1997年、MONDO21）
- ナイナイナ（1997年4月 - 1999年3月、テレビ朝日系）
- 爆笑問題の爆乳モンスター（1997年10月2日 - 1997年11月6日、TBS)
- ろみひー（1998年4月 - 2000年2月、中京テレビ制作・日本テレビ系）
- Bella（1999年4月 - 2000年3月、名古屋テレビ) - MC
- 笑っていいとも!（2000年4月 - 2001年3月、フジテレビ系） - 金曜レギュラー
- 恋愛旅行社（2000年8月 - 9月、TBS系）
- まるはぎ。（2003年4月 - 6月、テレビ東京系）
- 大逆転将棋2007（2007年1月3日、NHK-BS2） - 司会
- クイズ☆タレント名鑑（2011年7月31日、TBS系）

### 映画
- 自殺サークル（2002年） - コーモリ/田中清子 役
- ドッグ・スター（2002年）
- SEMI 鳴かない蝉（2002年） - 夏美 役
- 実録ヒットマン〜北海道の虎・望郷〜（2003年）
- 新・日本の首領（2004年） - 安西礼子 役
- フレンズ（2004年）
- キスとキズ（2004年）
- ガチャポン（2004年）
- 屋根裏の散歩者（2007年） - 主演：富岡奈緒子 役
- 泪壺（2008年）
- 世界で一番美しい夜（2008年） - TV局アシスタントディレクター 役
- 不倫純愛（2011年） - 主演：川島澪香 役
- 農家の嫁 三十五歳、スカートの風(2012年） - 主演：本谷愛 役
- てやんDays（2012年）
- 任侠酔狂伝 修羅よさらば（2013年） - 夢子(ロック座の踊り子) 役
- 出逢いが足りない私たち（2013年） - 主演：河原ヨシミ 役
- 愛の果実（2014年11月29日公開） - 主演：森本真理子 役
- 菊とギロチン（2018年7月7日、トランスフォーマー） - 玉椿みつ 役[8][9]

### Vシネマ
- バッドガールズ（1998年）
- プリード〜血を吸う子供〜（2000年）
- 悲しきヒットマン 蒼き狼（2000年） - 小夜 役
- 麻雀飛龍伝説 天牌III（2000年）
- 釣神 フィッシュマスター1 （2001年）
  - フィッシングマスター 釣神2（2001年）
- 極妻任侠道 夜叉の舞（2001年）
  - 極妻任侠道 夜叉絶叫（2002年）
- 実録・やくざ抗争史〜LB熊本刑務所4 刑務所前バス停（2002年）
- コードネームナビ Mission1 殺しのルージュ（2002年）
  - コードネームナビ Mission2 美しき獲物たち（2002年）
- 難波金融伝・ミナミの帝王25「誘惑の花」（2003年）
- 実録・広島4代目（2004年）
- 実録・なにわ女侠伝（2004年）
- ワル（2004年）
- 跋扈妖怪伝 牙吉 第二部（2004年） - 雪姫 ※特別出演
- 極道甲子園（2004年） - 陽子 役
- 修羅外道〜本家襲撃〜（2005年）
- 裁き屋1 汚れた天使（2005年）
- JINGI 仁義シリーズ
  - JINGI仁義43 流血の抗争（2005年）
  - JINGI仁義46 内部戦争勃発（2006年）
  - JINGI仁義47 極道報復戦争（2006年）
- 住越・浜野政吉 烈侠（2005年）
- 女囚611 獣牝たちの館（2006年）
  - 女囚飼育611（2007年）
  - 女囚611 獣牝たちの逆襲（2007年）
- 極道の紋章1,2（2007年） - ナオミ(前崎徹雄の妹、川谷純一の女）
- 大阪やくざ戦争 誤爆の代償（2007年） - サエコ(山賀組系坂戸組組員田野倉ヒロキの女) 役
- 女王の島 第二章 女王のカルテ（2011年）
- 分裂（2013年） - ケイコ(クラブのママ)
- 首領の道11（2014年） - 礼子 役
- 制覇20（2019年） - 菅原彩(女医)

### 舞台
- ジョンくんとヨーコちゃん（2002年4月、下北沢『劇』小劇場 演出：奈良橋陽子）
- ユビュ王（2003年4月、シアターNAP 演出：串田和美）
- JINRAI-宮本武蔵より-（2003年10月、新宿スペース107）
- 狐狸狐狸ばなし（2005年10月、三越劇場）
- キャンディーズトリビュートミュージカル アン・ドゥ・トロワ（2005年11月、シアターVアカサカ）
- 幕末の丘（2006年5月31日 - 6月4日、シアターサンモール）
- 念波先生（2006年7月5日 - 9日、麻布ディプラッツ 脚本演出：高橋玄）
- 昭和スキャンティ（再演）（2008年11月6日 - 10日、あうるすぽっと）
- トウキョウ演劇倶楽部プロデュース公演Vol.7「ブラックジャックによろしく〜がん患者編〜」（2014年9月、六行会ホール）

### ラジオ
- オールナイトニッポン（1997年9月11日、ニッポン放送）
- 嘉門洋子のエンタメ・フライデー（ラジオ大阪） ※パチンコの関連情報番組

## 書籍・出版

### 写真集
- COME ON!（1997年4月、近代映画社 撮影：斉木弘吉）ISBN 978-4764818149
- ドキッとさせて。恋写(リセ)（1997年5月、パパラブックス 撮影：野村誠一）ISBN 978-4886181503
- ABC…Yoko Kamon X XYZ…Hajime Sawatari（1998年8月、ぶんか社 撮影：沢渡朔）ISBN 978-4821122332
- 「月刊」シリーズ 月刊嘉門洋子(SHINCHO MOOK)（2001年9月10日、新潮社 撮影：藤代冥砂）ISBN 978-4107900883
- 嘉門洋子（2011年2月17日、講談社 撮影：橋本雅司）ISBN 978-4063528213
- 嘉門洋子2（2012年2月9日、講談社 撮影：松田忠雄）ISBN 978-4063528282

### デジタル写真集
- 嘉門洋子デジタル写真集（2004年12月、@misty）

### アダルトDVD
- 出逢い（2013年11月1日、MUTEKI）

### イメージビデオ・DVD
- ファイナル・ビューティー 嘉門洋子（1997年2月、竹書房）
- 少女を脱いで（1997年6月、芳友メディアプロデュース）
- LONELY DOLL（1997年8月、ポニーキャニオン）
- 蜃気楼（1998年11月、日本メディアサプライ）
- Aqua（2004年10月、ソフト・オン・デマンド）
- My everything （2012年3月、イーネット・フロンティア）

### 連載
- 『ブラッディドール〜堕ちたアイドル〜』 （アサヒ芸能、2013年9月12日号 ‐ ）

### 関連書籍
- 吉田豪「元アイドル!」（2005年、ワニマガジン社） - インタビュー掲載